# Skoghall
Skoghall é uma pequena cidade da província histórica de Varmlândia. Tem cerca de 13 265 habitantes, e é a sede do município de Hammarö , no condado de Varmlândia, situado no centro da Suécia. Está situada na margem do lago Vänern, a 10 km a sul de Karlstad. 